# Rot-blauer Stuhl

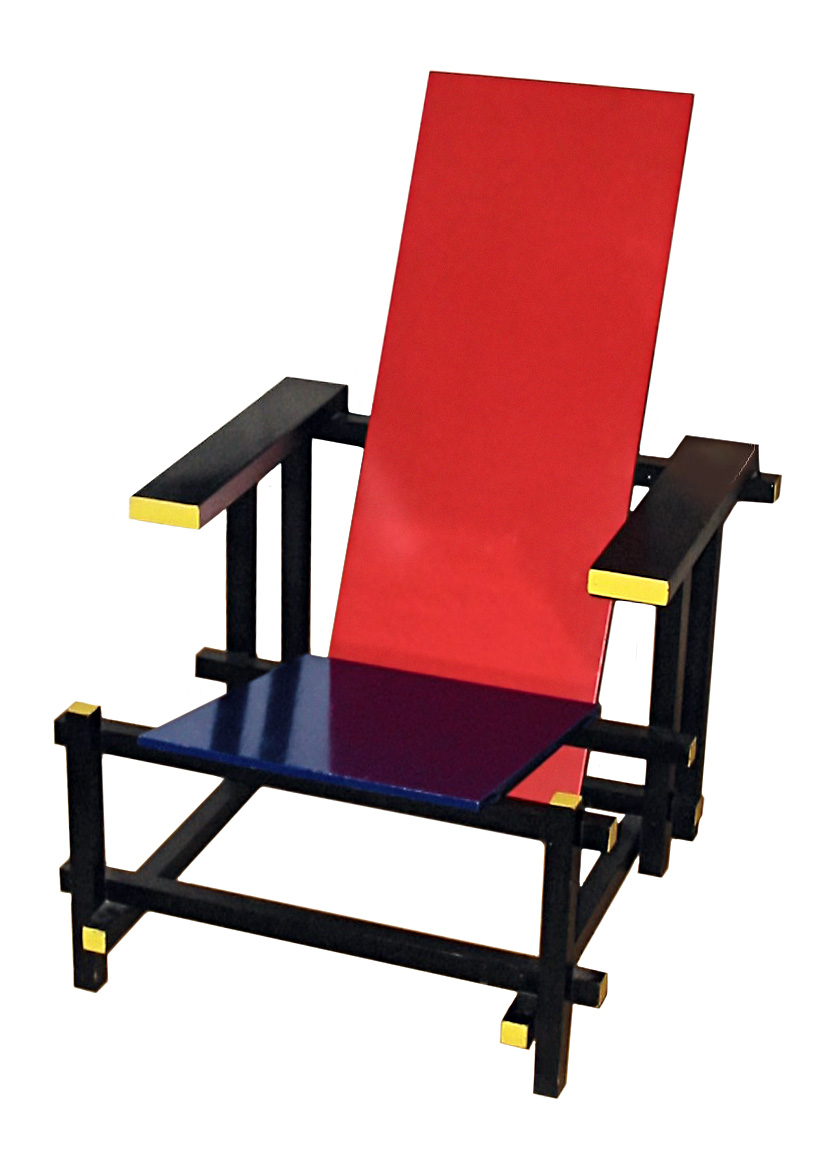
Rot-blauer Stuhl

Der 1918 von Gerrit Thomas Rietveld entworfene Lehnstuhl, der erst um 1923 sein markantes Farbschema mit Primärfarben erhielt und 1958 erstmals offiziell als rot-blauer Stuhl betitelt wurde, gilt als ein Musterbeispiel der avantgardistischen Kunstbewegung De Stijl.

## Grundlagen
Als Möbelmacher und angehender Architekt wusste Rietveld, wie ein Stuhl zu konstruieren ist, konnte aber auch auf existierende Vorbilder zurückgreifen. So zum Beispiel auf den nach seinem Designer William Morris benannten Morris Chair aus dem Jahr 1866, die Sitzmaschine (Stuhl 670) von Josef Hoffmann aus dem Jahr 1905 und nicht zuletzt auf ein Design seines Lehrers Piet Klaarhamer aus dem Jahr 1904, ein blauer Stuhl mit Armlehnen, bei dem Sitz und Rückenlehne nur leicht geneigt sind und einander nicht berühren. Die Rückenlehne ist dabei, so wie Rietveld es in seinem Stuhl übernahm, hinter der Sitzfläche bis zu einer Querverbindung in Bodennähe verlängert, an der sie befestigt ist.
Der nach Rene Descartes benannte kartesische Knoten, der im rot-blauen Stuhl dort entsteht, wo drei Latten aus drei Richtungen aufeinander treffen, taucht bereits 1480 im Gemälde Der heilige Franziskus in der Wüste von Giovanni Bellini auf und war demnach mindestens seit dem Mittelalter als Bauelement bekannt.

## Design
Obwohl Rietveld seine Herstellungspläne immer großzügig weitergab, hat er die technische Seite seiner Entwürfe öffentlich nie eingehender erläutert. Über den Entwurf des rot-blauen Stuhl sagte er, dass er bei der Kombination der Einzelteile darauf Wert gelegt habe, dass alle Teile einander gleichwertig sein sollten und sich ergänzten, ohne dass ein Teil ein anderes dominiere oder sich unterordne.
Beim Entwurf hat Rietveld zudem Techniken aus der Architektur auf das Möbeldesign übertragen. Die meisten seiner Entwürfe basieren auf einem modularen System. Im rot-blauen Stuhl sind zum Beispiel alle Maße auf das quadratische Profil der Latten geeicht.

### Konstruktion
Der Stuhl besteht aus 17 maschinell aus einer einzelnen Buchenholzbohle gesägten, plan geschliffenen Einzelteilen und 24 aus einem Rundstab gefertigten Dübeln. Statt Buchenholz kann, Rietveld zufolge, auch Eiche oder jedes andere Hartholz benutzt werden.
Das Untergestell besteht aus 13 Latten mit einem quadratischen Profil und 2 Latten mit rechteckigem Profil als Armlehnen. 2 Bretter aus massivem Holz, die wahlweise mit Nägeln oder Schrauben an dem Gestell befestigt werden, dienen als Sitz und Rückenlehne.
Für die rot-blaue Ausführung wird das Gestell anilinschwarz gebeizt, die Sitzfläche in ultramarin und die Rückenlehne in karmesinrot lackiert, sowie alle sichtbaren Enden der schwarzen Latten in chromgelb bemalt. Andere Ausführungen wurden entweder komplett gebeizt oder, teilweise auch mehrfarbig, lackiert.

## Modelle
In der ersten Ausführung besteht der Stuhl noch aus 19 Teilen. Zu den 15 Latten und 2 Brettern kommen zwei kleine rechteckige Paneele, deren Unterkanten im Winkel der Sitzfläche abgesägt wurden und die auf den Innenseiten des Stuhls unter den Armlehnen angebracht sind. Ein Foto dieses Stuhls, mit der Bildunterschrift „Lehnstuhl von Rietveld“ erschien im September 1919 in der Zeitschrift De Stijl.
Ob es von diesem Prototyp bereits mehrere Exemplare gab, ist nicht eindeutig geklärt. Ausführungen, die um 1920–1922 entstanden und bis heute überdauert haben, sind beinahe identisch mit dieser Version, jedoch hat man bei ihren Seitenpanelen auf den schrägen Schnitt verzichtet, ließ sie also rechteckig. Diese Ausführung wurde noch nicht lackiert, sondern nur gebeizt. Erhaltene Exemplare sind unter anderem im Victoria and Albert Museum, London, dem Museum of Modern Art, New York oder dem Centraal Museum Utrecht zu sehen.
1923 wurde das Design durch Rietveld überarbeitet. Die Seitenpanelen wurden verworfen, für Sitz und Lehne kamen, damals Triplex genannte Tischlerplatten zum Einsatz – weil aus dem vollen Holz gesägte Platten dazu neigen sich zu verformen oder Risse zu bilden – außerdem wurde das Lattenprofil von 25 mm auf 30 mm erhöht, wodurch sich auch die Breite der Armlehnen änderte, an denen das neue Design, auch bei einfarbigen Stühlen, auf den ersten Blick zu erkennen ist.
Alle Stühle mit Flächen aus Triplex wurden deckend lackiert. Das rot-blaue Farbschema war dabei aber nur eine der möglichen Gestaltungen und wurde, wie die Kunsthistorikerin und Rietveld-Spezialistin Marijke Kuper rekonstruierte, wohl von Rietveld passend zu einer von ihm zur gleichen Zeit für eine Haushaltsmesse entworfene [Inneneinrichtung] gewählt, in der die farblichen Akzente der ausgestellten Möbel mit den ebenfalls ausschließlich in Primärfarben gehaltenen abstrakten Bildern von Bart van der Leck in Beziehung gesetzt wurden.
Ab 1925 beauftragte Rietveld seinen Assistenten und ehemaligen Lehrling Gerard van de Groenekan, der sich zu dieser Zeit als Kunsttischler selbstständig gemacht hatte, mit der Produktion seiner Möbel.
Nach Rietvelds Tod 1964 verkauften die Rietveld Erben 1971 unter anderem die Markenrechte am rot-blauen Stuhl an die italienische Firma Cassina die den Stuhl seit 1973 exklusiv, in einer standardisierten Form, mit eigenen Maßen und von den Primärfarben abweichenden Farbtönen, als Re-Edition industriell in Serie fertigt.
Weil die Maße frei verfügbar sind, gibt es darüber hinaus zahllose Einzelanfertigungen von Hobbyschreinern aber auch von professionellen Handwerkern.
Außerdem bietet das Vitra Design Museum den Rietveld Stuhl als Miniatur im Maßstab 1:6 an.